# Aleksandr Ivanov (halterófilo)
Aleksandr Konstantínovich Ivanov –en ruso, Александр Константинович Иванов– (Rustavi, URSS, 22 de julio de 1989) es un deportista ruso que compitió en halterofilia.
Participó en los Juegos Olímpicos de Londres 2012, obteniendo una medalla de plata en la categoría de 94 kg; medalla que perdió posteriormente por dopaje.
Ganó dos medallas de oro en el Campeonato Mundial de Halterofilia, en los años 2010 y 2013.

## Palmarés internacional
| Juegos Olímpicos   | Juegos Olímpicos      | Juegos Olímpicos | Juegos Olímpicos |
| Año                | Lugar                 | Medalla          | Categoría        |
| ------------------ | --------------------- | ---------------- | ---------------- |
| 2012               | Londres (Reino Unido) | DSC              | 94 kg            |
| Campeonato Mundial |                       |                  |                  |
| Año                | Lugar                 | Medalla          | Categoría        |
| 2010               | Antalya (Turquía)     | Medalla de oro   | 94 kg            |
| 2013               | Breslavia (Polonia)   | Medalla de oro   | 94 kg            |